# Вішеу-де-Міжлок
Вішеу-де-Міжлок (рум. Vișeu de Mijloc) — село у повіті Марамуреш в Румунії. Адміністративно підпорядковане місту Вишово-Вижнє.
Село розташоване на відстані 387 км на північ від Бухареста, 61 км на схід від Бая-Маре, 120 км на північний схід від Клуж-Напоки.

## Населення
За даними перепису населення 2002 року у селі проживала 1001 особа, з них 1000 осіб (99,9%) румунів. Рідною мовою 1000 осіб (99,9%) назвали румунську.